# Llista de monuments de l'Òlt

Localització de l'Òlt a França

Llista de monuments de l'Òlt (Migdia-Pirineus) registrats com a monuments històrics, bé catalogats d'interès nacional (classé) o bé inventariats d'interès regional (inscrit).
A data 31 de desembre de 2009, el departament de l'Òlt tenia 417 monuments històrics, dels quals 171 són catalogats i 246 inventariats.
La llista es divideix per districtes:
- Llista de monuments del districte de Caors
- Llista de monuments del districte de Fijac
- Llista de monuments del districte de Gordon